# Penstemon amphorellae
Penstemon amphorellae là một loài thực vật có hoa trong họ Mã đề. Loài này được Crosswh. mô tả khoa học đầu tiên.